# Orobanche foetida
Orobanche foetida är en snyltrotsväxtart som beskrevs av Poiret. Orobanche foetida ingår i släktet snyltrötter, och familjen snyltrotsväxter. Inga underarter finns listade i Catalogue of Life.